# Kwonkan currycomboides
Espèce
Synonymes
- Yilgarnia currycomboides Main, 1986

Kwonkan currycomboides est une espèce d'araignées mygalomorphes de la famille des Anamidae.

## Distribution
Cette espèce est endémique du Goldfields-Esperance en Australie-Occidentale,. Elle se rencontre sur le pic Charles.

## Description
La carapace de la femelle holotype mesure 6,1 mm de long sur 5,0 mm et l'abdomen 7,1 mm sur 5,3 mm et la carapace du mâle paratype mesure 6,5 mm de long sur 5,3 mm et l'abdomen 8,0 mm de long sur 5,0 mm.

## Systématique et taxinomie
Cette espèce a été décrite sous le protonyme Yilgarnia currycomboides par Main en 1986. Elle est placée dans le genre Kwonkan par Harvey, Hillyer, Main, Moulds, Raven, Rix, Vink et Huey en 2018.

## Publication originale
- Main, 1986 : Further studies on the systematics of Australian Diplurinae (Araneae: Mygalomorphae: Dipluridae): a new genus from south western Australia. Records of the Western Australian Museum, vol. 12, no 4, p. 395-402 (texte intégral).